# Bonaldo Giaiotti
Bonaldo Giaiotti (Údine, 25 de diciembre de 1932 – 12 de junio de 2018) fue un cantante de ópera italiano, asociado sobre todo al repertorio italiano.

## Biografía
Giaiotti estudió en su ciudad natal y posteriormente siguió sus estudios a Milán con Alfredo Starno, donde debutó en el Teatro Nuovo en 1957. Después de cantar con éxito en varios teatros de ópera de Italia, hizo su debut estadounidense en Cincinnati, como Basilio en Il barbiere di Siviglia en 1959.
Al siguiente año, el 12 de octubre de 1960, hizo su debut en el Metropolitan Opera de Nueva York. De aquí, se unió a la compañía del Metropolitan, donde trabajó 25 años interpretando en más de 30 papeles y más de 300 representaciones. Entre las más conocidas fueron el de Raimondo en Lucia di Lammermoor, Ramfis en Aida, Timur en Turandot. Otros papeles son el de Padre Guardiano en La forza del destino, Felipe II en Don Carlo, Ferrando en Il trovatore, Conde Walter en Luisa Miller, Zaccaria en Nabucco, Giorgio en I puritani, Commendatore en Don Giovanni, Alvise en La Gioconda o Rey Heinrich en Lohengrin.
Giaiotti hizo apariciones estelares en otros teatros de ópera como el Lyric Opera of Chicago, el Palais Garnier de París, el Vienna State Opera, el Teatro Real de Madrid, el Zurich Opera, el Royal Opera House de Londres, Teatro Colón de Buenos Aires, etc. De 1963 hasta 1995, fue invitado habitual del Festival de la Arena de Verona, en particular como Attila de Verdi en 1985. Sorprendentemente, no hizo su primera aparición en La Scala hasta 1986, como el Conde Rodolfo en La sonnambula.
Aunque es más conocido por interpretar el repertorio italiano, Giaiotti cantó varios papeles no italianos, en particular el Sumo Sacerdote en Die Königin von Saba de Karl Goldmark (en 1991 en el Teatro Regio (Turín)), Cléomer en Esclarmonde de Massenet (enero de 1993, en el Teatro Massimo), el Cardenal Brogni en La Juive de Halevy, y el Anabaptista en Le Prophète de Meyerbeer, y, como se mencionó anteriormente, el Rey Enrique en Lohengrin de Richard Wagner (en 1976 y 1980, en la Ópera Metropolitana).
Su voz, hermosa y sonora, de producción uniforme, lo convirtió en uno de los bajos cantanti más destacados de su generación.

## Grabaciones seleccionadas
- 1965 - Puccini - Turandot - Birgit Nilsson, Franco Corelli, Renata Scotto, Bonaldo Giaiotti - Coro y Orquesta de Ópera de Roma, Francesco Molinari-Pradelli - EMI
- 1967 - Verdi - Aida - Birgit Nilsson, Franco Corelli, Grace Bumbry, Mario Sereni, Bonaldo Giaiotti - Coro y Orquesta de Ópera de Roma, Zubin Mehta - EMI
- 1969 - Verdi - Il trovatore - Leontyne Price, Plácido Domingo, Fiorenza Cossotto, Sherrill Milnes, Bonaldo Giaiotti - Ambrosian Opera Chorus, Philharmonia Orchestra, Zubin Mehta - RCA Red Seal
- 1974 - Halévy - La Juive - Martina Arroyo, Richard Tucker, Anna Moffo, Bonaldo Giaiotti, Ambrosian Opera Chorus, New Philharmonia Orchestra, Antonio de Almeida - RCA Red Seal
- 1975 - Verdi - Luisa Miller - Montserrat Caballé, Luciano Pavarotti, Sherrill Milnes, Anna Reynolds, Bonaldo Giaiotti, Richard Van Allan - London Opera Chorus, National Philharmonic Orchestra, Peter Maag - Decca
- 1976 - Verdi - La forza del destino - Leontyne Price, Plácido Domingo, Sherrill Milnes, Fiorenza Cossotto, Bonaldo Giaiotti, Gabriel Bacquier - John Alldis Choir, London Symphony Orchestra, James Levine - RCA Red Seal
- 1979  - Ponchielli - La Gioconda - Montserrat Caballé, Maria Luisa Nave, Patricia Payne, José Carreras, Matteo Manuguerra, Jesús López Cobos - Opera d'Oro
- 1988 - Mascagni - Iris - Ilona Tokody, Plácido Domingo, Juan Pons, Bonaldo Giaiotti - Munich Radio Orchestra, Giuseppe Patané - CBS (Columbia) Masterworks